# 卓拉山口
卓拉山口是喜马拉雅山脉中卓拉山脉的一个山口。它将印度锡金邦与中国西藏自治区连接起来。它位于乃堆拉山口西北约四英里处。卓拉山口是1967年中印边境冲突的现场。在一年中较冷的半年，这条路无法通行。
中方一側有边防哨所在平均海拔4,783（15,692英尺）。通往哨所的道路于 2016 年重新铺设。

## 参見
- 1967年中印边境冲突